# Anisaedus aethiopicus
Anisaedus aethiopicus is een spinnensoort uit de familie Palpimanidae. De soort komt voor in Tanzania.